# لانترانی
لانترانی (به انگلیسی: Lantrani) فیلم هندی کمدی درام آنتولوژی زبان هندی است که در سال ۲۰۲۴ به نمایش درآمد، نویسنده فیلم دورگش سینگ بود و کارگردانی آن را گورویندر سینگ، کاوشیک گانگولی و باسکار هازاریکا بر عهده داشتند. نقش‌های محوری فیلم را جانی لور، جیتندرا کومار، جیشو سنگوپتا و نیمیشا ساجایان بازی می‌کنند. آویناش گوپتا در نوشتن ترانه مشارکت داشت، در حالی که موسیقی پس‌زمینه توسط وینود کِی رام، ایندرادیپ داس گوپتا و آبیشک جین ساخته شده است. فیلم در روز ۹ فوریه ۲۰۲۴ از طریق زی‌۵ به نمایش درآمد.